# Liste de mets belges
 (juillet 2010).
Si vous disposez d'ouvrages ou d'articles de référence ou si vous connaissez des sites web de qualité traitant du thème abordé ici, merci de compléter l'article en donnant les références utiles à sa vérifiabilité et en les liant à la section « Notes et références ».

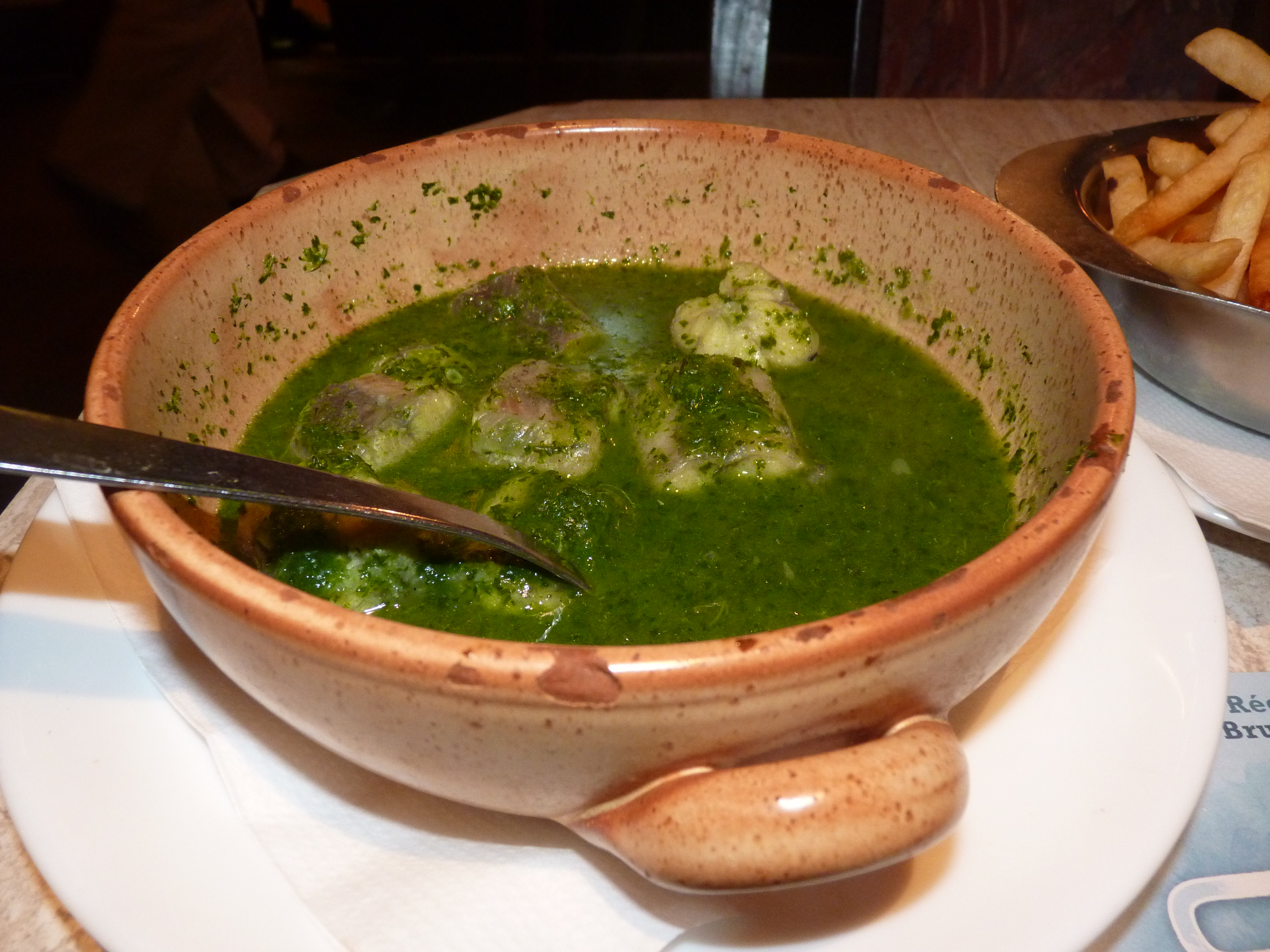
Anguille au vert.

Cette page présente une liste alphabétique et non exhaustive de mets belges typiques :

## A
- Américain préparé
- Anguille au vert
- Asperges
  - Asperges à la flamande ou asperges à la liégeoise
  - Soupe d'asperges
- Avisances

## B
- Bloempanch
- Bodding
- Bolus
- Boudin à la compote de pommes
- Boudin blanc
- Boudin de Bruxelles
- Boudin vert
- Boudin de Liège
- Boudins de Noël
- Boulettes à la sauce blanche
- Boulettes à la sauce tomate
- Bouquette
- Boulet à la liégeoise

## C
- Carbonade flamande
- Chaudeaux, ceux de Bois-d'Haine et de Wespes
- Chicons au gratin
- Chicons au jambon (idem)
- Chicons braisés
- Chocolat
- Choesels
- Choux de Bruxelles
- Côtelettes al'berdouille ou sauce Blackwell
- Cougnole ou cougnou
- Couque de Dinant
- Cramique
- Craquelin
- Croquettes aux crevettes
- Croquettes au fromage
- Cuberdon
- Cûtès peûres

## E
- Écrevisses à la liégeoise
- Endive(s) au jambon (gratinée)(s) (nom donné en France, porte le nom de « chicons au gratin » en Belgique)
- Escavèche

## F
- Faisan à la brabançonne
- Frites
- Fricadelle
- Fricadelles aux cerises

## G
- Gâteau de Verviers
- Gaufre de Bruxelles
- Gaufre de Liège
- Glace aux spéculoos
- Gosette aux pommes

## H
- Hate levée
- Hochepot

## J
- Jambon d'Ardenne

- Jets de houblon

## K
- Kip-kap

## L
- Lacquemant
- Lapin à la tournaisienne

## M
- Mastelles
- Matons
- Matoufet
- Merveilleux
- Mitraillette
- Moules frites

## N
- Nids d'oiseaux

## O
- Oie à l'instar de Visé
- Oiseaux sans tête

## P
- Pain d'épices
- Pain à la grecque
- Pain de veau
- Palets de dame
- Pâté gaumais
- Pâtes à la cassonade
- Pêche au thon
- Pèket
- Picalili
- Pomme cuite
- Potée gaumaise
- Potée liégeoise
- Potjevleesch
- Pouding au pain
- Poulet, compote de pomme et frites, particulièrement chez les enfants
- Purée de pois

## R
- Rollmops

## S
- Salade liégeoise
- Sandwich à l'américain
- Sauce madère
- Sauce « entre Sambre et Meuse »
- Saucisson d'Ardenne
- Sirop de Liège
- Sole à l'ostendaise
- Steak frites
- Stoemp
- Stoemp saucisse
- Spéculoos
- Smos

## T
- Tarte à masteilles
- Tarte au sucre
- Tarte al d'jote
- Tête pressée
- Tomate crevettes

## V
- Vaution
- Vitoulet
- Vol-au-vent
- Vôtes ardennaises

## W
- Waterzooi